# Viveros de la Loma
Viveros de la Loma är en ort i Mexiko.   Den ligger i kommunen Tulancingo de Bravo och delstaten Hidalgo, i den sydöstra delen av landet, 110 km nordost om huvudstaden Mexico City. Viveros de la Loma ligger 2 274 meter över havet och antalet invånare är 993.
Terrängen runt Viveros de la Loma är kuperad åt nordost, men åt sydväst är den platt. Runt Viveros de la Loma är det ganska tätbefolkat, med 108 invånare per kvadratkilometer. Närmaste större samhälle är Tulancingo, 3,1 km sydväst om Viveros de la Loma. I omgivningarna runt Viveros de la Loma växer huvudsakligen savannskog.